# Andrioniškis
Andrioniškis is een plaats in de gemeente Anykščiai in het Litouwse district Utena. De plaats telt 278 inwoners (2001).